# Brideshead Revisited (série de televisão)
Brideshead Revisited é uma série de televisão britânica de drama desenvolvida por Derek Granger, baseada no livro do mesmo nome, de Evelyn Waugh. Produzida pela Granada Television, em associação com a ITV, foi originalmente transmitida em 1981. Foi considerada pela Time uma das 100 melhores séries da história. 
A série é uma adaptação do romance Brideshead Revisited (1945) de Evelyn Waugh. Segue, desde a década de 1920 até ao início da década de 1940, a vida e os romances do protagonista Charles Ryder, com especial enfoque na sua amizade com Lord Sebastian Flyte e a sua família de ricos católicos ingleses que vivem numa mansão palaciana chamada Brideshead Castle, de fato Castle Howard, em Henderskelfe. O argumento foi escrito pelo produtor da série Derek Granger e outros, como os creditados, e o original não utilizado escrito por John Mortimer.
Em 2000, a série ocupava a décima posição na lista dos 100 Melhores Programas de Televisão Britânicos elaborada pelo British Film Institute, com base numa sondagem de profissionais da indústria. Elementos significativos dela foram dirigidos por Michael Lindsay-Hogg, que tratou das fases iniciais da produção, antes de Charles Sturridge continuar com a série. O primeiro episódio é creditado a ambos os homens de forma igual. Em 2010, ficou em segundo lugar na lista de dramas de televisão de todos os tempos do jornal The Guardian. Em 2015, o The Daily Telegraph colocou-a na primeira posição na sua lista das melhores adaptações televisivas, afirmando que "Brideshead Revisited é a maior adaptação literária da televisão, sem exceção. É absolutamente fiel ao romance de Evelyn Waugh, mas é de alguma forma mais do que isso também."

### Elenco
- Jeremy Irons como Charles Ryder
- Anthony Andrews como Lord Sebastian Flyte [3]
- Diana Quick como Lady Julia Flyte
- Simon Jones como Earl of Brideshead
- Phoebe Nicholls como Lady Cordelia Flyte
- Claire Bloom como Lady Marchmain
- Laurence Olivier como Lord Marchmain
- John Gielgud como Edward Ryder
- Stéphane Audran como Cara
- Charles Keating como Rex Mottram MP
- Jeremy Sinden como Visconde Boy Mulcaster
- Mona Washbourne como Nanny Hawkins
- John Grillo como Mr Samgrass
- Nickolas Grace como Anthony Blanche
- Jane Asher como Lady Celia Ryder
- Jenny Runacre como Brenda Champion
- John Le Mesurier como Father Mowbray